# Rens van Eijden
Rens van Eijden est un footballeur néerlandais, né le 3 mars 1988 à Oss aux Pays-Bas. Il évolue actuellement en Eerste Divisie au NEC Nimègue comme défenseur,.

## Biographie
Le 2018, il s'engage avec le NEC Nimègue.

## Palmarès
Vierge